# فيليب فوكس
فيليب فوكس (بالإنجليزية: Philip Fox)‏ هو عالم فلك أمريكي، ولد في 7 مارس 1878 في مانهاتن في الولايات المتحدة، وتوفي في 21 يوليو 1944 في بوسطن في الولايات المتحدة.